# Прем'єр-міністр Словаччини
Прем'єр-міністр Словацької республіки (словац. Predseda vlády Slovenskej republiky) — державна посада Словаччини, глава уряду Словаччини. З 25 жовтня 2023 року посаду обіймає проросійський політик Роберт Фіцо.

## Словацька республіка(1939–1945)
- Йозеф Тісо (14 березня 1939 — 17 жовтня 1939)
- Войтех Тука (27 жовтня 1939 — 5 вересня 1944)
- Штефан Тісо (5 вересня 1944 — 4 квітня 1945)

## Словаччина(з1993)
- Владимир Мечіар (1 січня 1993 — 14 березня 1994)
- Йозеф Моравчик (16 березня 1994 — 13 грудня 1994)
- Владимир Мечіар (13 грудня 1994 — 29 жовтня 1998)
- Мікулаш Дзурінда (30 жовтня 1998 — 4 липня 2006)
- Роберт Фіцо (4 липня 2006 — 8 липня 2010)
- Івета Радічова (8 липня 2010 — 4 квітня 2012)
- Роберт Фіцо (4 квітня 2012 — 22 березня 2018)
- Петер Пеллегріні (22 березня 2018 — 20 березня 2020)
- Ігор Матович (21 березня 2020 — 1 квітня 2021)
- Едуард Геґер — (1 квітня 2021 — 15 травня 2023)
- Людовіт Одор — (15 травня — 25 жовтня 2023)
- Роберт Фіцо — з 25 жовтня 2023